# Ridderorden in Saint Vincent en de Grenadines
Het koninkrijk Saint Vincent en de Grenadines is een land in het Gemenebest en in een personele unie met het Verenigd Koninkrijk verenigd. Het eiland-staatje verleent Britse onderscheidingen:
- Orde van Sint-Michaël en Sint-George (voor zeer hoge functionarissen)

en de
- Orde van het Britse Rijk (een veel verleende onderscheiding met zes graden)

De regering van Saint Vincent en de Grenadines verleent ook de Medaille van het Britse Rijk, (British Empire Medal), een onderscheiding die in het Verenigd Koninkrijk niet meer wordt toegekend.
Elizabeth II, Koningin van Saint Vincent en de Grenadines heeft geen ridderorde voor haar Caraïbische koninkrijkje gesticht.